# Burak Yörük
Burak Yörük, all'anagrafe Burak Erman Yörük (Şişli, 26 maggio 1995), è un attore turco.

## Biografia
Nato nel 1995 a Şişli, in provincia di Istanbul (Turchia), Burak Yörük ha origini albanesi da parte di madre e proviene dal sottogruppo etnico turco Yörük da parte di padre. Ha iniziato a recitare come attore bambino dall'età di sei anni. La sua famiglia lavora nell'industria dei media televisivi e inoltre, suo padre era un produttore. Dopo aver completato l'istruzione primaria e secondaria, ha deciso di iscriversi presso il dipartimento teatrale dell'Università di Beykent, dove al termine degli studi ha conseguito la laurea.
Nel 2002 ha fatto il suo esordio sul piccolo schermo con un ruolo nella serie Sır Kapısı/Sırlar Dünyası. Nel 2007 è stato scelto per recitare nella serie Dede Korkut Hikayeleri - Salur Kazan. Nel 2013 ha ottenuto il ruolo di Tayfur Solmaz nella serie 20 Dakika e quello di Aydın Menderes nella serie Ben Onu Çok Sevdim. Nel 2017 ha fatto parte del cast della serie Dayan Yüreğim.
È ulteriormente salito alla ribalta con il suo ruolo di Barış Ozansoy in 4N1K İlk Aşk (2018) e nel sequel 4N1K Yeni Başlangıçlar (2018-2019), dopo aver recitato nei film 4N1K (2017) e 4N1K 2 (2018). Nel 2020 e nel 2021 ha recitato nella serie Baraj, seguita nel 2021 e nel 2022 dal ruolo di Çınar Yılmaz nella commedia romantica Love, Reason, Get Even (Aşk Mantık İntikam). Nel 2022 ha vestito i panni di Tolga Tuna nella commedia romantica Seversin, accanto all'attrice İlayda Alişan. Nel 2024 ha ricoperto il ruolo di Fecir Emirkıran nella serie drammatica Taş Kağıt Makas.

## Filmografia

### Cinema
- 4N1K, regia di Deniz Coşkun (2017)
- 4N1K 2, regia di Murat Onbul (2018)

### Televisione
- Sır Kapısı/Sırlar Dünyası – serie TV (Samanyolu TV, 2002)
- Biz Boşanıyoruz – serie TV (Star TV, 2002)
- Perde – serie TV (Kanal 7, 2005)
- Şeytan – serie TV (Kanal 7, 2005)
- Affet Beni – serie TV, 1 episodio (Kanal 7, 2005)
- Dede Korkut Hikayeleri - Salur Kazan – serie TV, 12 episodi (TRT 1, 2007)
- 20 Dakika – serie TV, 19 episodi (Star TV, 2013)
- Ben Onu Çok Sevdim – serie TV, 11 episodi (ATV, 2013-2014)
- Hayat Yolunda – serie TV (Kanal D, 2015)
- Dayan Yüreğim – serie TV, 13 episodi (Fox, 2017)
- Yaparsın Aşkım – serie TV (Fox, 2018)
- 4N1K İlk Aşk – serie TV (Fox, 2018)
- 4N1K Yeni Başlangıçlar – serie TV, 25 episodi (FoxPlay, 2018-2019)
- Arda ile Omuz Omuza – serie TV (Kanal D, 2019)
- Baraj – serie TV, 39 episodi (Fox, 2020-2021)
- Love, Reason, Get Even (Aşk Mantık İntikam) – serie TV, 28 episodi (Fox, 2021-2022)
- Arda ile Omuz Omuza – serie TV (Kanal D, 2022)
- Seversin – serie TV, 20 episodi (Kanal D, 2022)
- Taş Kağıt Makas – serie TV, 19 episodi (Kanal D, 2024)
- Esas Oğlan – serie TV (GAİN, 2024)
- Sustalı Ceylan – serie TV, 6 episodi (ATV, 2025)

### Video musicali
- Yine di Baran Bayraktar (2019)
- Bırakman doğru mu? di Zeynep Bastık e Anıl Piyancı (2019)
- Ela di Reynmen (2019)
- Her mevsim yazım di Zeynep Bastık (2020)

## Spot pubblicitari
- OBSESSO (2022)[23]

## Doppiatori italiani
Nelle versioni in italiano dei suoi film e delle sue serie TV, Burak Yörük è stato doppiato da:
- Stefano Sperduti[24] in Love, Reason, Get Even[25]

## Riconoscimenti
- Altın 61
  - 2022: Vincitore come Miglior attore in una serie comica romantica per Seversin
- Pantene Golden Butterfly Awards
  - 2018: Candidato come Miglior attore in una commedia romantica per la serie 4N1K Yeni Başlangıçlar
  - 2021: Candidato come Miglior attore in una serie romantica per Love, Reason, Get Even (Aşk Mantık İntikam)[26]
  - 2022: Vincitore come Miglior attore in una serie comica romantica per Seversin[27]
  - 2022: Candidato come Miglior coppia televisiva con İlayda Alişan per la serie Seversin[27]